# کریلو (دهانه)
کریلو یک دهانه برخوردی در ماه‌ است.